# Duck Williams
Donald Edgar  Williams, (nacido el 2 de agosto de 1956 en Demopolis, Alabama) fue un jugador de baloncesto estadounidense. Con 1.88 de estatura, su puesto natural en la cancha era el de escolta. 